# 布隆克維
布隆克維（英語：Bronxville）是美國紐約州威斯特徹斯特郡城鎮當中的一個村落。本村為紐約市的郊區，位於威斯特徹斯特郡南方，距離曼哈頓北方約15英里（24）。依據2010年的人口普查，布隆克維人口為6,323人。目前布隆克維是美國第20位收入最高的地區，以及紐約州平均收入排名的第18名。